# Абулафия, Хаим бен Яаков
Хаим бен Яаков Абулафия («второй», ок. 1660, Хеврон, Османская империя — март 1744, Тиверия, Османская империя) — раввин, талмудист. Известен ключевой ролью в восстановлении города Тиверия, долгое время разрушенного и заброшенного, занимал также пост главного раввина Измира и Сафеда.

## Биография
Хаим бен Яаков Абулафия родился около 1660 года в Хевроне. Будучи внуком известного талмудиста, носившего то же имя, впоследствии стал известен в литературе как «второй». Отец Хаима Абулафии, Яаков бен Хаим, ранее был главным раввином Тиверии (в 1660 году разрушенной друзами и оставленной еврейской общиной).
В 1666 году семья Абулафия перебралась из Хеврона в Иерусалим, где Хаим изучал Тору. Его учителями были раввины Моше Галанти (младший), Авраам Амиго и Соломон Альгази. В 1699 году Хаим Абулафия был отправлен с миссией в Салоники, где и осел. В 1712 году к нему обратились евреи Хеврона, обложенные непосильными налогами со стороны османских властей, и попросили организовать сбор средств среди еврейской диаспоры в турецких владениях. Выполняя эту просьбу, он в том же году прибыл в Измир, где занял пост раввина.
В 1718 году вернулся в Палестину, где поселился в Сафеде, став главным городским раввином, но три года спустя снова отправился в Измир, где оставался в аналогичной должности до 1740 года. Затем Абулафию вновь привели в Палестину его мессианские воззрения. Он был приверженцем теории о скором пришествии Мессии и считал необходимым условием для этого события восстановление Тиверии, лежавшей в развалинах около 70 лет. Согласно Абулафии и его единомышленникам, Мессия должен был появиться в 1740 году в Тиверии, но для этого было необходимо возрождение еврейской общины города. Поэтому когда в 1738 году галилейский шейх Захир аль-Умар направил Абулафии приглашение вернуться и заняться восстановлением Тиверии, раввин откликнулся на это предложение.
Абулафия перебрался из Измира в Тиверию в 1740 году. Хотя надежды на приход Мессии в 1740 году не осуществились, раввин продолжал работу по восстановлению города из руин. Своих сыновей он отправил за границу для сбора пожертвований на этот проект. Согласно различным легендам, под руководством Абулафии были разбиты новые сады, поля и виноградники, налажено производство кунжутного масла, построены синагога и иешива, баня, лавки и жилые дома.

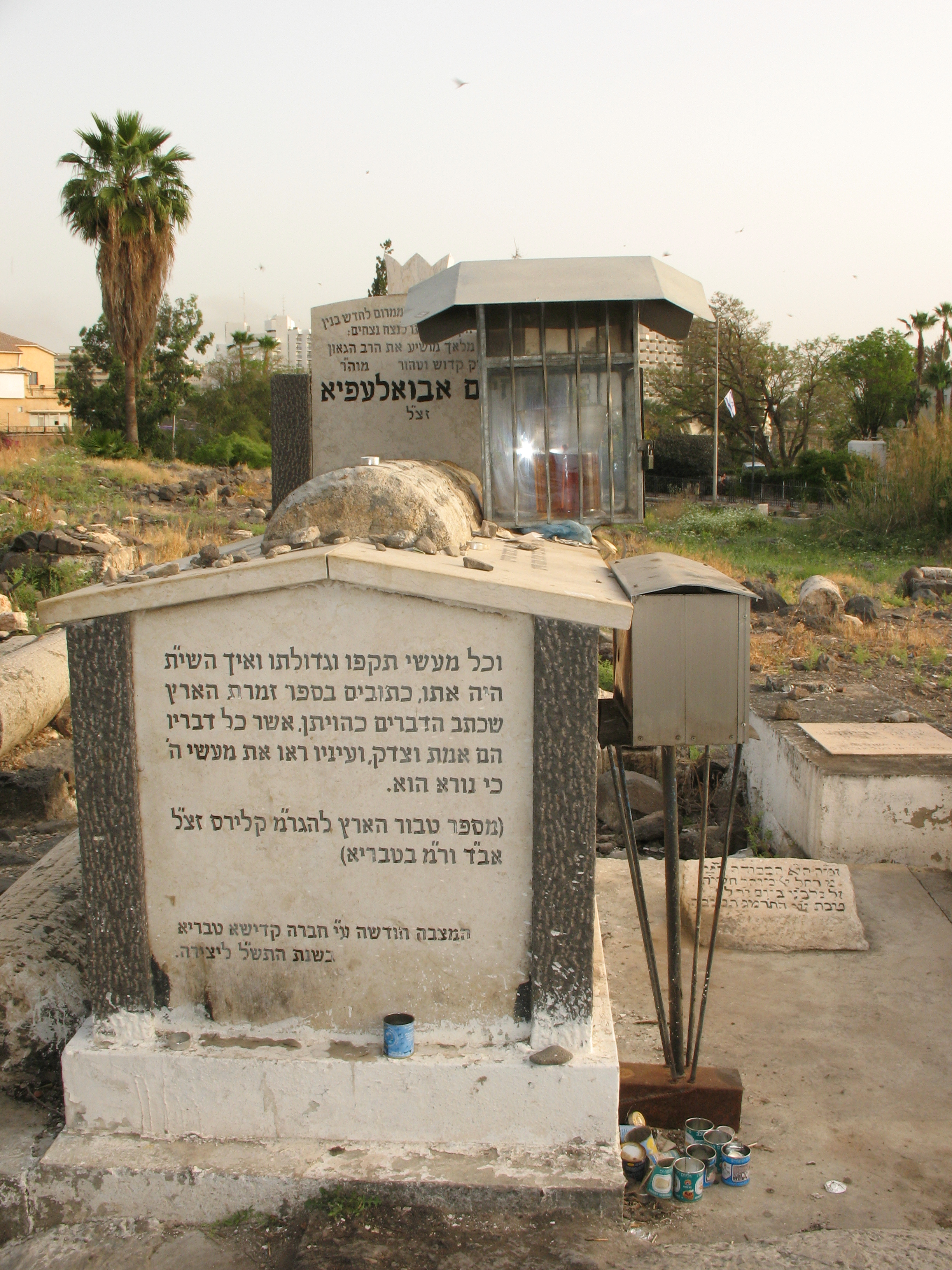
Могила Хаима Абулафии на старом городском кладбище Тверии

Когда в 1742 году началась война между Захиром и пашой Дамаска Сулейманом, Абулафии удалось убедить евреев Тиверии не покидать свои дома. Он выказал полную поддержку Захиру, который одержал победы в двух кампаниях. Первая из них завершилась 4 Кислева 1743 года, а вторая — смертью Сулеймана 5 Элула; обе даты Абулафия объявил в Тиверии праздничными, и местные евреи продолжали отмечать их ежегодно.
Хаим бен Яаков Абулафия скончался в месяце Нисане 5504 года по еврейскому летосчислению (разные источники указывают дату 7 или 16 Ниссана), что соответствует 20 или 29 марта 1744 года. Местом смерти раввина современные источники указывают Тиверию, на старом городском кладбище которой он и был похоронен, хотя в более ранних источниках говорится о Дамаске. После смерти отца его сыновья Исаак и Иссахар продолжали руководить еврейской общиной Тиверии.

## Наследие
Помимо своей деятельности по восстановлению Тиверии, Хаим бен Яаков Абулафия известен как мыслитель и автор книг на религиозные темы. Ряд его сочинений был напечатан в Измире:
- Яшреш Яаков (1729, комментарии к аггадическому сборнику «Эйн Яаков»)
- Микраей Кодеш (1729, включает темы Песаха, книги Есфирь, проповеди и дополнения к талмудической литературе и работам Маймонида)
- Эц ха-Хаим (1729, комментарии к недельным главам Торы)
- Йосеф Леках (комментарии к книгам Торы: 1-й и 2-й тома, 1730 — книга Бытия, Исход Левит; 3-й том, 1732 — книга Чисел и Второзаконие)
- Швут Яаков (1734, комментарии к «Эйн Яаков»)
- Ханан Элохим (1737, дополнение к книге «Хаим ва-Хесед» Исаака Нисима бен Гамила, второго деда автора).

Среди учеников Хаима Абулафии — Хаим Модаи, один из крупнейших религиозных авторитетов следующего поколения.